# Makhlouf Hamdane
Makhlouf Hamdane – algierski zapaśnik walczący w stylu klasycznym. Zajął siódme miejsce na igrzyskach śródziemnomorskich w 1979. Srebrny medalista igrzysk afrykańskich w 1978. Czwarty na mistrzostwach arabskich w 1983 roku.